# Рассказов, Константин Иванович (лётчик)
Константин Иванович Рассказов (5 ноября 1907, Сызрань, Симбирская губерния, Российская империя — 15 апреля 1991, Ленинград, СССР) — советский военачальник, генерал-майор авиации (03.08.1953).

## Биография
Родился в городе Сызрань, ныне Самарской области России. Русский. Член ВКП(б) с 1931 года.

### Военная служба

#### Межвоенные годы
В мае 1931 года Рассказов по спецнабору ВКП(б) был направлен в 3-ю военную школу летчиков и летнабов им. К. Е. Ворошилова. После окончания школы в декабре 1933 года назначен младшим летчиком в 5-ю легкоштурмовую авиаэскадрилью ВВС СибВО в город Омск. В марте 1935 года переведен в КВО младшим летчиком 168-го авиаотряда в город Конотоп. С января по декабрь 1936 года находился на учебе во 2-й Краснознаменной военной школе командиров звеньев. Затем был назначен командиром звена в 25-ю скоростную бомбардировочную авиаэскадрилью в город Белая Церковь. В июне 1938 года лейтенант Рассказов там же был назначен помощником командира эскадрильи в 33-й скоростной бомбардировочный авиаполк в составе 10-й скоростной авиабригады, с декабря 1939 года вступил в командование эскадрильей этого полка. В этой должности принимал участие в Советско-финляндской войне. 8 мая 1940 года он был награжден орденом Красного Знамени. По окончании боевых действий полк вновь вернулся в город Белая Церковь.

#### Великая Отечественная война
С началом Великой Отечественной войны капитан Рассказов командует эскадрильей в 33-го скоростном бомбардировочном авиаполку на Юго-Западном фронте. Участвовал в приграничном сражении, в Киевской оборонительной операции. 10 декабря 1942	года он был назначен командиром полка. В феврале за успешное выполнение боевых заданий командования полк был преобразован в 10-й гвардейский бомбардировочный. В мае он вошел в состав формирующейся 271-й ночной бомбардировочной авиадивизии, а в июне майор Рассказов был назначен заместителем командира этой дивизии. По сформировании дивизия входила в состав 8-й воздушной армии Юго-Западного фронта с сентября 1942 года — в 16-ю воздушную армию Сталинградского фронта и участвовала в Сталинградской битве. Части дивизии бомбовыми ударами уничтожали живую силу и технику противника перед фронтом 24-й и 66-й армий. За отличия в боях, проявленные в Сталинградской битве, 4 мая 1943 года дивизии присвоено почетное наименование "Сталинградская ". При подготовке к Курской битве в полосе Центрального фронта в мае — июне 1943 года дивизия произвела 5480 боевых самолето-вылетов. Осенью при освобождении Левобережной Украины ее бомбардировщики уничтожали отходившие колонны противника на дорогах, наносили удары по ж.-д. узлам Бахмач и Конотоп, переправам через Десну на участке Новгород-Северский, Витемля, транспортировали боеприпасы на днепровские плацдармы для войск 13-й армии. В конце сентября дивизия действовала на лоевском направлении, поддерживала войска фронта при форсировании Днепра и захвате плацдарма на его западном берегу. За отличия в боях при освобождении города Речица 18 ноября 1943 года ей было присвоено почетное наименование «Речицкая». С ноября 1943 года она действовала в составе Белорусского фронта. Участвовала в операциях по освобождению Белоруссии и восточных районов Польши. Привлекалась для содействия 3-й и 48-й армий в наступлении у Рогачёва, препятствовала движению противника ночью по дорогам в районе Бобруйска. За успешное выполнение заданий командования в боях с немецкими захватчиками при освобождении города Рогачёв и проявленные при этом доблесть и мужество она была 26 февраля 1944 года награждена орденом Суворова 2-й ст.
20 мая 1944 года подполковник Рассказов был допущен к исполнению должности командира 271-й ночной бомбардировочной Сталинградско-Речицкой ордена Суворова дивизии. Ее части содействовали войскам 1-го Белорусского фронта в разгроме барановичской группировки противника. В период с 22 по 26 июля дивизия транспортировала горючее и боеприпасы для 4-го гвардейского кавалерийского корпуса и 65-й армии. В начале августа она поддерживала войска 8-й гвардейской армии при форсировании Вислы в районе Магнушева. За проявленную отвагу в боях, дисциплину и организованность, за героизм личного состава она 19 августа 1944 года была преобразована в 9-ю гвардейскую. Осенью 1944 года дивизия поддерживала войска 47-й армии при освобождении предместья Варшавы — Праги. С середины января 1945 года она принимала участие в Висло-Одерской наступательной операции. В феврале ее части содействовали войскам 8-й гвардейской армии в овладении крепостью Познань. В конце февраля — начале марта принимала участие в ликвидации восточно-померанской группировки противника. В апреле 1945 года в ходе Берлинской операции дивизия ночными действиями по штабам и узлам связи перед фронтом 5-й ударной и 8-й гвардейской армий нарушала управление войсками противника на главном направлении, поражая войска и опорные пункты, содействуя войскам фронта в прорыве его обороны. В ночь на 21 апреля ее части действовали по опорным пунктам противника северо-восточнее Берлина и в его пригородах, уничтожая войска и боевую технику врага. За образцовое выполнение заданий командования в боях при прорыве обороны немцев и наступлении на Берлин и проявленные при этом доблесть и мужество она 28 мая 1945 г. была награждена орденом Красного Знамени.
Во время войны Рассказов совершил 78 боевых вылетов, из них 42 на СБ и 36 на ПО-2 ночью.
Комдив Рассказов за время войны был шесть раз персонально упомянут в благодарственных приказах Верховного Главнокомандующего.

#### Послевоенное время
После войны продолжал командовать этой же дивизией в ГСОВГ. После ее расформирования в июне 1946 года он был назначен командиром 196-го отдельного гвардейского транспортного авиаполка 16-й воздушной армии ГСОВГ, затем с полком убыл в 13-ю воздушную армию. В апреле 1949 года полк вошел в состав 281-й транспортной авиационной Новгородской Краснознаменной дивизии отдельной гвардейской воздушно-десантной армии, а полковник Рассказов назначен заместителем командира этой дивизии. С октября 1950 года по ноябрь 1951 года находился на учебе на курсах усовершенствования командиров и начальников штабов авиадивизий при Краснознаменной Военно-воздушной академии, затем в феврале 1952 года был назначен командиром 281-й транспортной авиадивизии. 15 апреля 1960 года генерал-майор авиации Рассказов уволен в запас.
Похоронен на Волковском православном кладбище Санкт-Петербурга.

## Награды
- два ордена Ленина (06.11.1941[6], 30.12.1956[7])
- четыре ордена Красного Знамени (08.05.1940[6], 28.07.1943[8], 08.03.1945[4], 19.11.1951[7])
- орден Суворова II степени (29.05.1945)[9]
- орден Кутузова II степени (23.07.1944)[10]
- два ордена Отечественной войны I степени (30.04.1943[11], 06.04.1985[12])
- орден Красной Звезды (05.11.1946)[7]

медали в том числе:
- - «За боевые заслуги» (03.11.1944)[7]
  - «За оборону Сталинграда»
  - «За оборону Киева»
  - «За победу над Германией в Великой Отечественной войне 1941—1945 гг.»
  - «За взятие Берлина»
  - «За освобождение Варшавы»
  - «Ветеран Вооружённых Сил СССР»
- знак «50 лет пребывания в КПСС»

Приказы (благодарности) Верховного Главнокомандующего в которых отмечен К. И. Рассказов.
- За форсирование реки Друть и прорыв сильной, глубоко эшелонированной обороны противника на фронте протяжением 30 километров и продвижение в глубину до 12 километров, а также захват более 100 населенных пунктов, среди которых Ректа, Озеране, Веричев, Заполье, Заболотье, Кнышевичи, Моисеевка, Мушичи, и блокирование железной дороги Бобруйск — Лунинец в районе ст. Мошна, Черные Броды. 25 июня 1944 года № 118.
- За овладение крепостью Прага — предместьем Варшавы и важным опорным пунктом обороны немцев на восточном берегу Вислы. 14 сентября 1944 года № 187.
- За овладение столицей союзной нам Польши городом Варшава — важнейшим стратегическим узлом обороны немцев на реке Висла. 17 января 1945 года. № 223.
- За овладение городами Штаргард, Наугард, Польцин — важными узлами коммуникаций и мощными опорными пунктами обороны немцев на штеттинском направлении. 5 марта 1945 года. № 290.
- За овладение городом Альтдамм и ликвидировали сильно укрепленный плацдарм немцев на правом берегу реки Одер восточнее Штеттина. 20 марта 1945 года. № 304.
- За овладение городами Франкфурт-на-Одере, Вандлитц, Ораниенбург, Биркенвердер, Геннигсдорф, Панков, Фридрихсфелъде, Карлсхорст, Кепеник и прорыв в столицу Германии Берлин. 23 апреля 1945 года. № 339.

Других государств
- Кавалер рыцарского ордена «Виртути Милитари» (ПНР)
- медаль «За Варшаву 1939—1945» (ПНР)